# Chang Yuan
Chang Yuan (en chino: 常园; Shijiazhuang, 24 de junio de 1997) es una deportista china que compite en boxeo. Participó en dos Juegos Olímpicos de Verano en los años 2020 y 2024, obteniendo una medalla de oro en París 2024 en la categoría de 54 kg.

## Palmarés internacional
| Juegos Olímpicos | Juegos Olímpicos | Juegos Olímpicos | Juegos Olímpicos |
| Año              | Lugar            | Medalla          | Categoría        |
| ---------------- | ---------------- | ---------------- | ---------------- |
| 2024             | París (Francia)  | Medalla de oro   | 54 kg            |